# كينيث بالدوين
كينيث بالدوين (بالإنجليزية: Kenneth Baldwin)‏ هو فيزيائي أسترالي، ولد في 1954.